# Domkirchhof

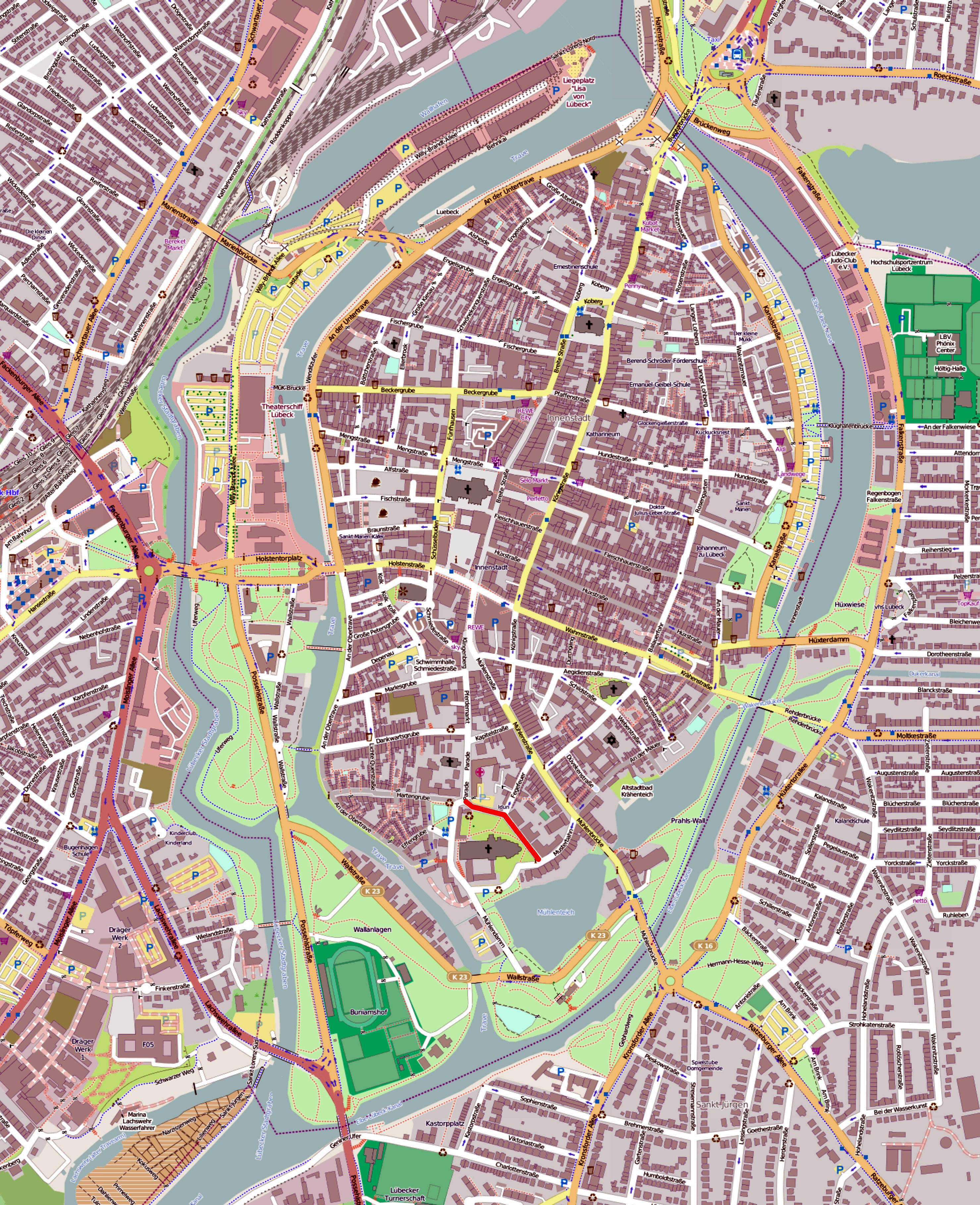
Die Lage des Domkirchhofs im Süden der Altstadt Lübecks, rot markiert

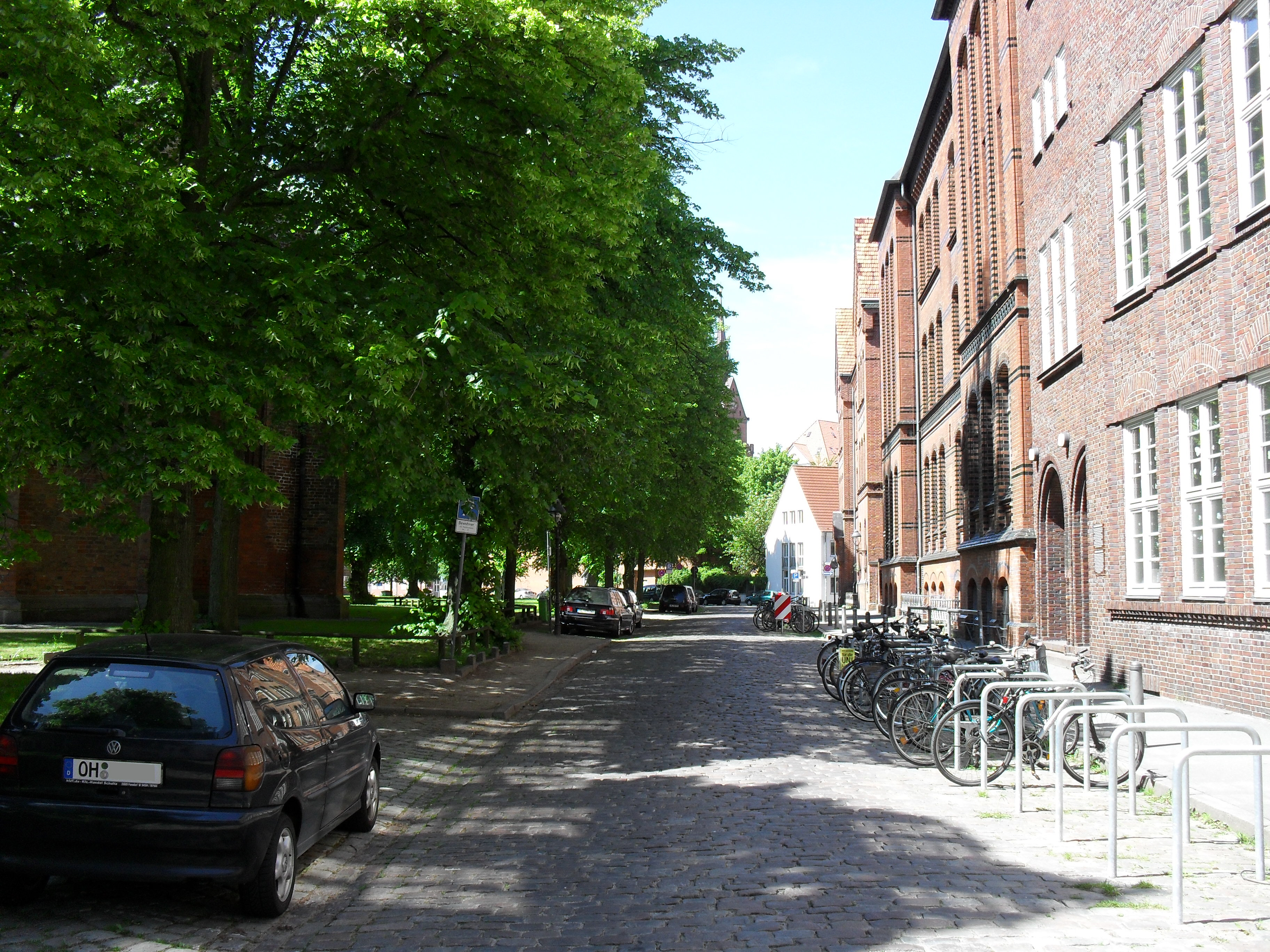
Der Domkirchhof, Blick von der Musterbahn

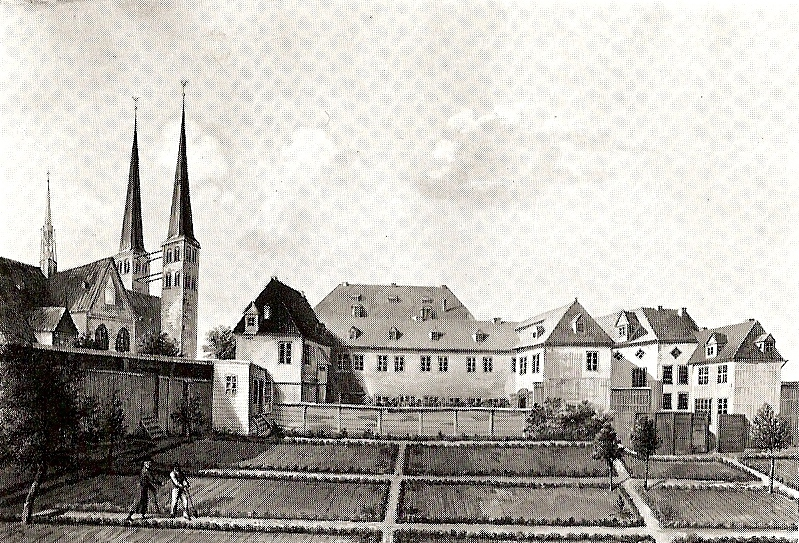
Der Bischofshof (vor 1819)

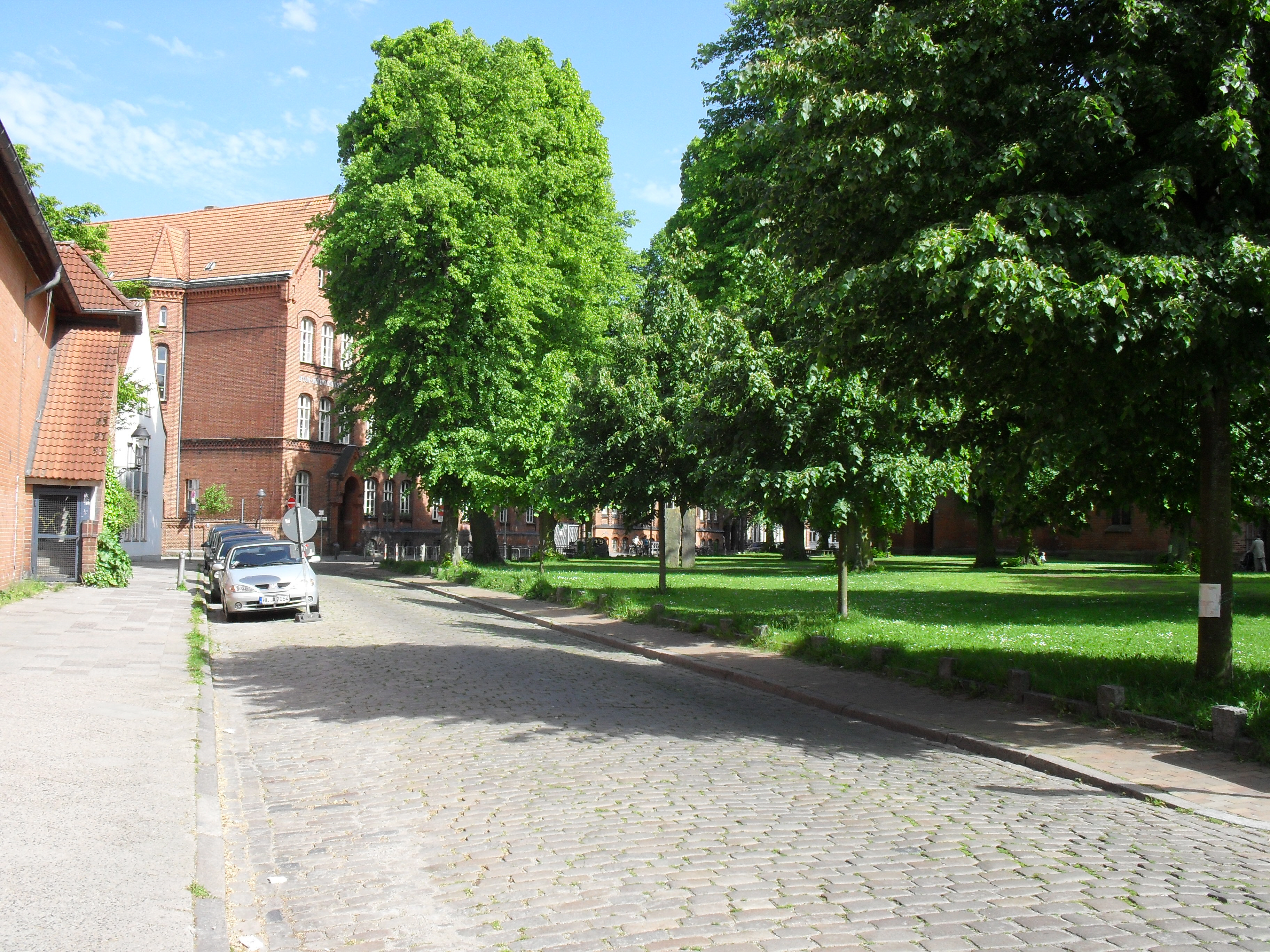
Der Domkirchhof, Blick von der Parade

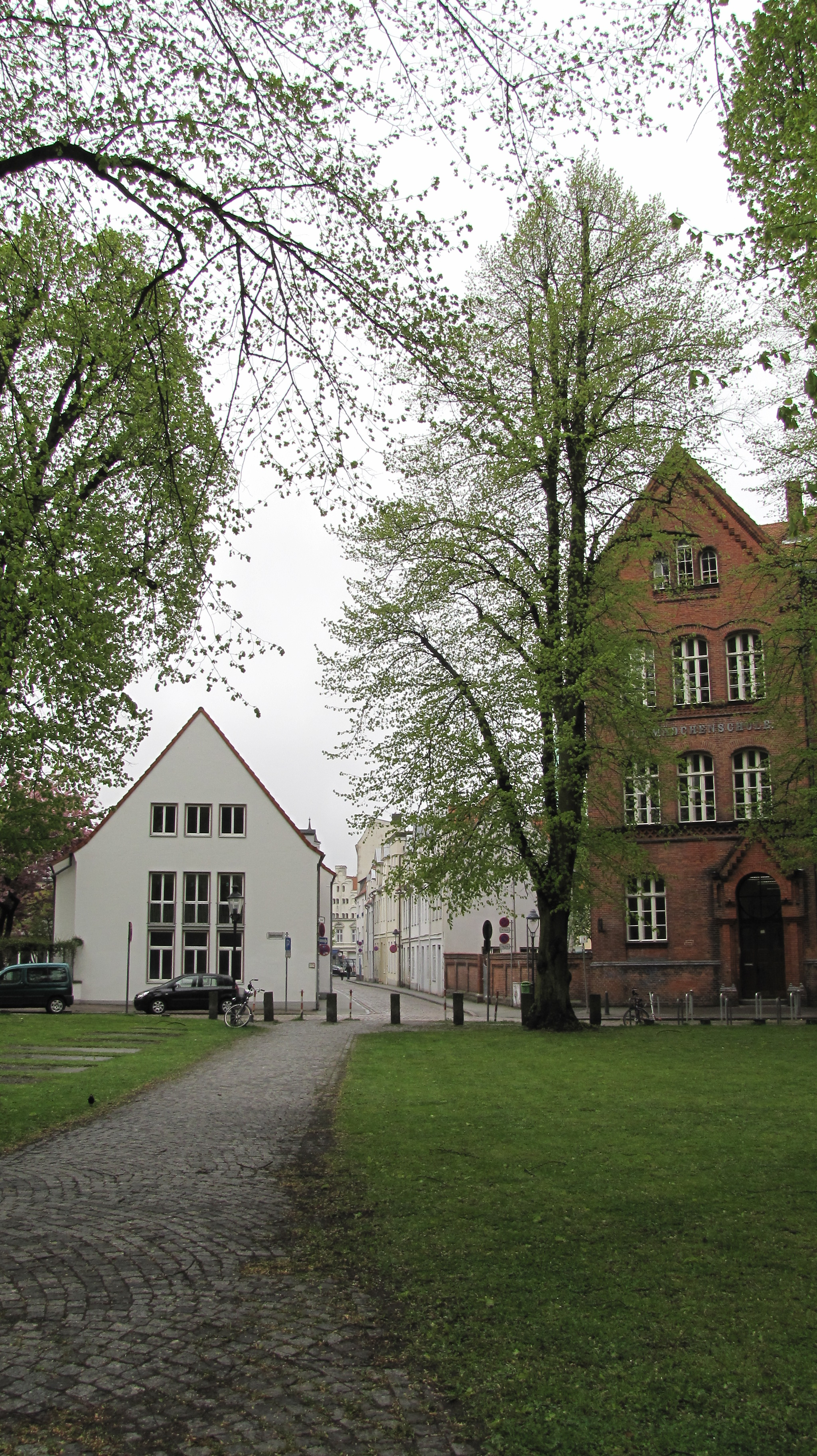
Blick über den Domkirchhof zum Fegefeuer

Der Domkirchhof ist eine Straße im Süden der Lübecker Altstadt.

## Lage
Der etwa 210 Meter lange Domkirchhof befindet sich im südwestlichen Teil der Altstadtinsel, dem Marien Quartier. Er beginnt vor dem Chor des Doms an der Musterbahn und verläuft zunächst in nordwestlicher Richtung. Bei dem von Norden her einmündenden Fegefeuer weist die Straße einen Knick auf und verläuft von dort in Richtung Westen, bis sie am Zeughaus mit Parade, Hartengrube sowie Großem Bauhof zusammentrifft und endet.

## Geschichte
Im weiteren Sinne existiert der Domkirchhof bereits seit dem 12. Jahrhundert in Form des Platzes, welcher der Nord-, Ost- und Südseite des Doms vorgelagert ist und der bis 1832 als Friedhof diente. Ausdrücklich auf die bis dahin namenlose an seinem Rand verlaufende Straße übertragen findet sich die Bezeichnung allerdings erst sehr spät: 1671 wird sie in einer Senatsverordnung erstmals Thumskirchhof genannt. Der heutige Name wurde 1852 amtlich festgelegt.
Bis zur Säkularisation des Hochstifts Lübeck 1803 nach dem Reichsdeputationshauptschluss unterstand der Domkirchhof als Teil der Domfreiheit der Territorialhoheit des Domkapitels und nicht der Stadt. An seiner Ostseite befanden sich der Bischofshof, die Domschule und mehrere Domherrenkurien, die alle in städtischen Besitz übergingen. Noch heute ist die Bebauung durch öffentliche Gebäude geprägt.

## Bauwerke
- Domkirchhof 1–3, Oberschule zum Dom: 1928 von Friedrich Wilhelm Virck errichtetes backsteinexpressionistisches Schulgebäude
- Domkirchhof 10, Zeughaus: Das 1594 errichtete Renaissance-Zeughaus verfügt über zwei Adressen; der Eingang auf der Westseite trägt die häufiger verwendete Nummer Großer Bauhof 12
- Heinrich-der-Löwe-Denkmal – Kopie des Braunschweiger Löwen: auf dem eigentlichen Domkirchhof in Erinnerung an Heinrich den Löwen aufgestellte, 1975 gefertigte Nachbildung des Braunschweiger Löwen

An der Einmündung zum Fegefeuer befand sich seit 1810 das Lübecker Waisenhaus, dessen Gebäude 1942 beim großen Luftangriff auf Lübeck zerstört wurde.
Der Luftschutzbunker aus dem Zweiten Weltkrieg an der Ecke zur Parade wurde im Winter 2010/2011 abgebrochen, um für einen Erweiterungsbau des Marienkrankenhauses Platz zu machen.

## Lutherbuche

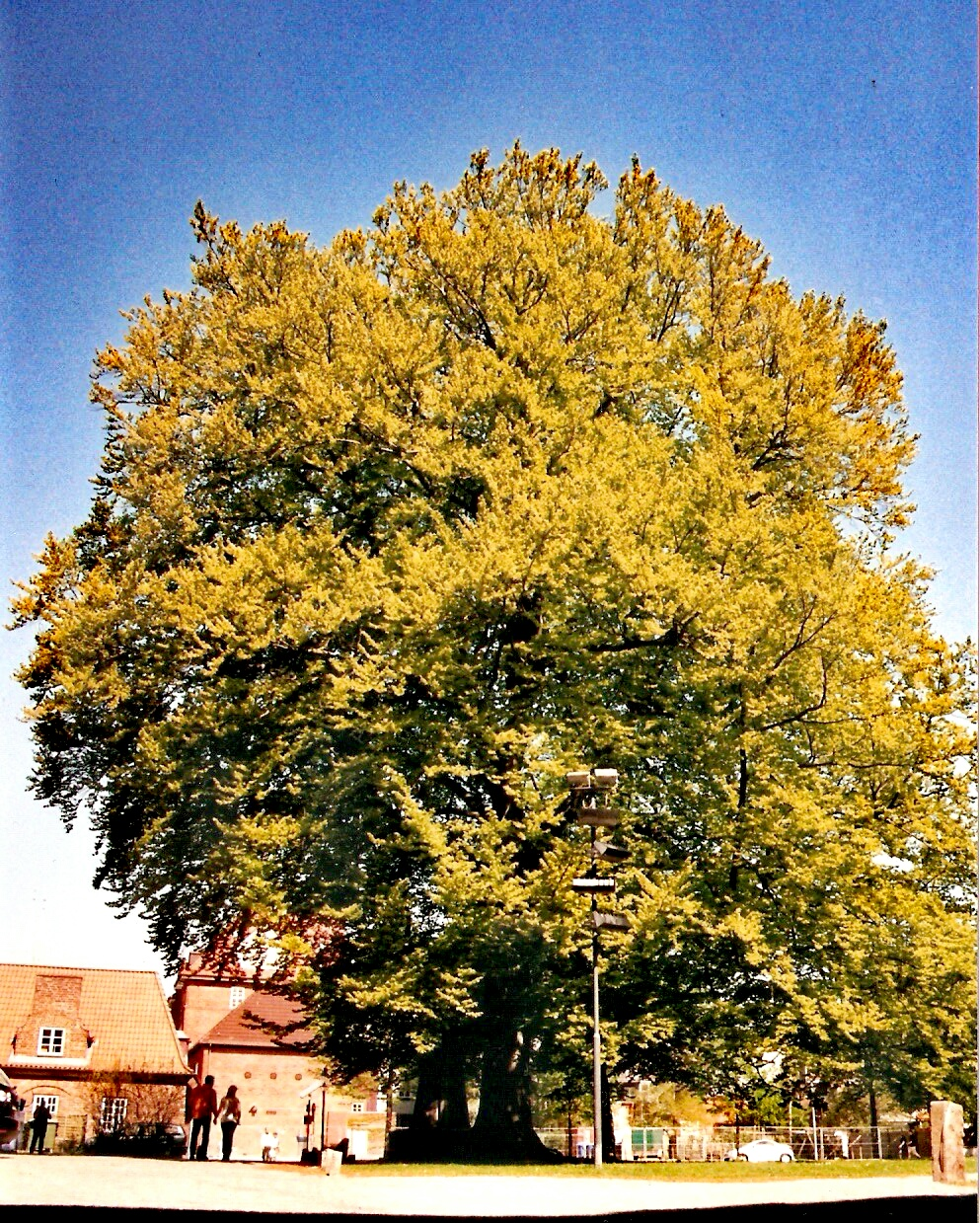
Lübecker Lutherbuche

Zur Erinnerung an das 700-jährige Bestehen des Domes (1873) traf ein Ableger der Lutherbuche vom Lutherdenkmal (Steinbach) bei Bad Liebenstein in Thüringen in Lübeck ein und wurde auf dem Domkirchhof eingepflanzt.